# Rafael Zúñiga
Rafael Zúñiga – panamski zapaśnik walczący w stylu wolnym. Wicemistrz igrzysk boliwaryjskich w 1970. Mistrz igrzysk Ameryki Centralnej w 1973 roku.